# Emily Chang
Emily Chang, de son nom complet Emily Chi-Hua Chang est une actrice américaine, née le 3 août 1980.
Elle est connue pour avoir jouée Ivy dans la série Vampire Diaries et la présentatrice TV dans Total Recall : Mémoires programmées.

## Biographie
Emily Chang est né à Baton Rouge en Louisiane; sa mère était chef de projet à Newark pour IBM et son père était ingénieur chimiste à East Hanover pour Nabisco. 
Depuis l'âge de 5 ans, Emily joue sur scène, du piano et fait des tournée de festivals de chorales internationales. 
Elle a commencé à jouer en salles quand elle avait 12 ans et a étudié sous la férule d'Anna Deveare Smith (en) à la Tisch School of The Arts.
Emily a travaillé aussi bien sur le petit écran que sur le grand écran. On peut également la reconnaître dans le rôle récurrent d'Ivy dans Vampire Diaries.
Elle est apparue dans de petits rôles dans des séries tels que Intelligence, NCIS et Community. 
Emily est la cofondatrice d'un collectif de production I Was Born with 2 Tongues. Elle fait partie des scènes de théâtre de Chicago, aussi de Off-Broadway et des scènes de théâtres de New York.
Elle a aussi joué dans de nombreux films indépendants, tels que Colin Hearts Kay ou encore Someone I Used to Know.
Emily est aussi une scénariste et productrice, elle a écrit le court-métrage Parachute Girls qui a été sélectionné parmi 7 films pour le NBC Universal Short Film Festival,.

### Vie privée
Elle est mariée au producteur et scénariste Alex Rubens (en) depuis le 22 septembre 2012.

## Filmographie

### En tant qu'actrice

#### Cinéma
- 2010 : Colin Hearts Kay : Kay Ho
- 2011 : Shanghai Hotel : la jeune dame
- 2012 : Total Recall : Mémoires programmées : la présentatrice TV (Lien Nguyen)
- 2012 : Layover : Christina (TV)
- 2013 : Someone I Used to Know : Bonnie Yen
- 2014 : Cruel Will : Gina
- 2015 : Grass : Cam
- 2016 : Take the 10 (en) : Carmen
- 2017 : Mommy, I Didn't Do It : inspecteur Vicki Ogawa (TV)

#### Courts-Métrages
- 2009 : My Elena : Simone
- 2009 : The Humberville Poetry Slam : Maharaja
- 2011 : One Mistake : Susy Chen
- 2011 : The Reginald Lewis Story : Diana Lee
- 2012 : Mouthbreather : Florance
- 2012 : Patriot Girls : Ruth
- 2013 :  A 2nd Opinion : Christine
- 2014 : I Like You a Latte : Joy
- 2016 : Parachute Girls : Evelyn
- 2018 : Instant
- 2018 : Rising : mère
- 2019 : The Lonely Host : Rebecca

#### Télévision
- 2004 : The Lounge
- 2006 : Uncle Morty's Dub Shack (en) : le ninja rouge (voix)
- 2008 : New York, police judiciaire : une employée (non crédité)
- 2009 : Z Rock : la maman chaude d'une groupie (saison 2, épisode 1)
- 2009 : On the Frontlines : Doing Business in China : elle-même (documentaire)
- 2011 : Brothers and Sisters : l'infirmière sexy Kel (saison 5, épisode 13)
- 2011 : 90210 Beverly Hills : Nouvelle génération : l'hôtesse de l'air (saison 4, épisode 1)
- 2011 : Ringer : la journaliste (saison 1, épisode 7)
- 2012 : Body of Proof : une jeune invitée (saison 2, épisode 11)
- 2012 : Les Feux de l'amour : l'infirmière Kathy Baker (11 épisodes)
- 2012 : NCIS : Enquêtes spéciales : Phyllis Moss (saison 10, épisode 2)
- 2012 : Short Notice : elle-même (saison 3, épisode 8)
- 2013 : Bones : Lita Lisko (saison 8, épisode 15)
- 2014 : Intelligence : Jenni Wu (saison 1, épisode 3)
- 2014 : Des jours et des vies : Helen (4 épisodes)
- 2014 : Community : Janet (saison 5, épisode 7)
- 2014 : How I Met Your Mother : Steph (saison 9, épisode 21)
- 2014 : Vampire Diaries : Ivy (6 épisodes)
- 2014 : The Vampire Diaries : Re#Ash :  elle-même
- 2015 : Gen Zed : Betsy Chen (voix)
- 2016 : Mad Dogs : Lilly (saison 1, épisode 10)
- 2016 : Bajillion Dollar Propertie$ (en) : Klea (saison 2, épisode 1)
- 2016 : Comedy Bang! Bang! (en) : Go (saison 5, épisode 18)
- 2016 : New Girl : Ann Kim (saison 6, épisode 7)
- 2017  : De celles qui osent (The Bold Type) : Lauren Park
- 2019 : Philadephia : Dr Ling

### En tant que scénariste
- 2005 : iaLink (série TV)
- 2008 : Pumpkin Boy (court-métrage, écriture supplémentaire)
- 2009 : The Humberville Poetry Slam (court-métrage)
- 2012 : Mouthbreather (scénariste)
- 2015 : Grass (scénariste)
- 2016 : Parachute Girls (scénariste)
- 2017 : Misery Loves Company (série TV)

### En tant que productrice
- 2005 : iaLink (série TV)
- 2009 : The Humberville Poetry Slam (court-métrage)
- 2012 : Mouthbreather (court-métrage)
- 2012 : 25 to Life (documentaire, coproduit)
- 2016 : Parachute Girls (court-métrage)
- 2017 : Misery Loves Company (série TV)

### En tant que réalisatrice
- 2009 : The Humberville Poetry Slam (court-métrage)

## Doublage francophone
En France
- Marie Chevalot[5]
  - NCIS : Enquêtes spéciales
- Philippa Roche[6]
  - Vampire Diaries

## Distinctions

### Nominations
- 2010 : New York Emmy Awards de la meilleure réalisation de documentaire pour On the Frontlines: Doing Business in China[7].

### Récompenses
- 2010 : New York Emmy Awards du programme consommateur grand public pour On the Frontlines: Doing Business in China[7].
- 2011 : 48 Hour Film Award de la meilleure actrice pour One Mistake.[8]